# ウィザード (ダンジョンズ&ドラゴンズ)
ウィザードは、ファンタジー・ロールプレイングゲーム『ダンジョンズ&ドラゴンズ』（D&D）にあるキャラクタークラスの一つ。
ウィザードはD&D最初期から存在する基本的なクラスだが、かつては「マジック・ユーザー（Magic-user）」や「メイジ（Mage）」と呼ばれていた。呪文を主体にするクラス（キャスター）の中では、学問として研究することで呪文を身に着けた者であり、血筋や才能で呪文が使える「ソーサラー」や、この世ならぬ何者かと契約した「ウォーロック」などとは区別される。

## 創作の起源
「マジック・ユーザー」は、民間伝承や現代ファンタジー文学によく登場する呪文を唱える魔術師、特にジャック・ヴァンスの短編集『終末期の赤い地球（The Dying Earth）』や、ジョン・ベレアーズの小説『The Face in the Frost』に描かれているような魔術師にインスパイアされている。J・R・R・トールキンによる『指輪物語』のガンダルフやサルマン、アーサー王伝説のマーリンもこのクラスに影響を与えた。
ウィザードは呪文を暗記するが、ジャック・ヴァンスの小説『終末期の赤い地球』シリーズに登場する魔術師のように、唱えると忘れてしまう。

## 歴史

### Original Dungeons & Dragons
『Original Dungeons & Dragons』では、「マジック・ユーザー」は基本クラスの1つであり、他の2つは「ファイティング・マン（後の版では「ファイター」と改称）」とクレリックであった。
マジック・ユーザーは肉体的に弱く傷つきやすいが、強力な呪文を習得する可能性でそれを補った。実際、中～高レベルのマジック・ユーザーは情報収集と歩く大砲を組み合わせたような存在であり、まだ見ぬ危険の可能性について情報を収集し、他のクラスの物理的戦闘能力を、壊滅的な遠距離攻撃や範囲攻撃で補強する。

### Dungeons & Dragons Basic set
『D&D Basic set』では、「マジック・ユーザー」は引き続き基本ルールで使用できた。

### Advanced Dungeons & Dragons第1版
「マジック・ユーザー」は、第1版『Advanced Dungeons & Dragons』の『プレイヤーズハンドブック（『PHB』）』にある、5つのコア・クラスの1つであった
AD&D第1版には、「イリュージョニスト（illusionist）」と呼ばれるマジック・ユーザーのサブクラスも含まれており、これには異なる呪文リスト、異なる経験レベル表、そして若干少ないヒット・ダイス（11ではなく10）があった。マジック・ユーザーになれるのはヒューマン、エルフ、ハーフエルフだけであったが、ノームもイリュージョニストになることができた。マジック・ユーザーの呪文と幻術士の呪文はほぼ分離しており、重複はほとんど無かった。AD&Dの全てのクラスの中で、マジック・ユーザーだけが8レベルと9レベルの呪文を持っており、その他のクラスは7レベルまでしか使えなかった。

### Advanced Dungeons & Dragons第2版
「メイジ」は、「ウィザード」グループの一つとして、第2版『PHB』で使用可能な標準クラスの1つである。AD&D第2版では 「マジック・ユーザー」という用語は廃止され、「メイジ」が使用されるようになった。
第2版『PHB』では、伝説や神話に登場する魔道士の例をいくつか挙げている。マーリン、キルケー、メーデイアである。
この版では、メイジはあらゆるウィザード呪文を唱えられる万能魔道士となり、その中には「カラー・スプレー」や「クロマティック・オーブ」のような、第1版ではイリュージョニストにしか使えなかった呪文も多く含まれる。ウィザード呪文リストは統一され、イリュージョニストは特定の「スクール（school）」に特化した多くのスペシャリスト・メイジの1つとなった。他のスペシャリストは、アブジュラー（abjurers）、コンジャラー（conjurers）、ディビナー（diviners）、エンチャンター（enchanters）、インヴォーカー（invokers）、ネクロマンサー（necromancers）、トランスミューター（transmuters）である。選択した流派の呪文による様々なボーナスと引き換えに、スペシャリストは1つ以上の"対極"スクールの呪文を使うことができなくなる。スクールによる制限を除けば、全てのメイジは必要な知力があれば、9レベルまで呪文を唱えることができる。
リック・スワン著『The Complete Wizard's Handbook』（1990）は、呪文のスクールとウィザードがなる可能性のある職業（錬金術師やトレジャーハンターなど）を詳述し、ウィザード・リストに新しい呪文を追加し、呪文の研究、イリュージョンの判定、特殊状況で呪文を使うためのルールを導入した。本書はまた、ウィザードの「キット（kits）」すなわちゲームの利点や制限にリンクした、ロールプレイのフックを持つキャラクター・パッケージを導入した。ウィザード・キットの例としては、「Academician」、「Anagokok」、「Amazon Sorceress」、「Witch」などがある。
『The Tome of Magic』 (1991)では、「elementalists」と呼ばれる、空気・土・火・水といった、古典的な元素のいずれかに関連する呪文に特化したスペシャリストと、裏目に出たり副作用の可能性の代わりに、より大きな力を約束する「wild magic」が導入された。

### Dungeons & Dragons第3版
『D&D第3版』では、「メイジ」は 「ウィザード」に改称された。現行版では 「マジック・ユーザー（magic user）」という用語はほとんど使われず、使われる場合は大抵「秘術呪文の使い手」か「秘術呪文を使うクラス」の同義語である。
呪文の「スクール」による分類は、第3版でも「系統」として踏襲された。種族とクラスの組み合わせの制限が無くなったにも関わらず、第3版はノームがイリュージョニスト（ウィザードではない）に適性があるとすることで、ノームがイリュージョニストになることへの親和性を維持した。これは3.5版では廃止され、「バード」に変更された。
アイコニック・キャラクターは、エルフの女「Mialee」である

### Dungeons & Dragons第4版
「ウィザード」は第4版のコア・クラスであり、他のクラスと同様に新たなパワー・システムを採用し、「秘術」のパワー源を持つ。ウィザードの役割は制御役であり、複数対象攻撃呪文だけでなく、敵にデバフをかけたり、戦場の地形を変化させたりすることに重点を置く。
「メイジ」は、エッセンシャルズのソースブック『ヒーローズ・オヴ・ザ・フォールン・ランズ 墜ちた地の勇者（Heroes of the Fallen Lands）』で提供されている同様のクラスである。masteryの代わりに、メイジはprimaryとsecondary school magicに集中する。しかし、メイジは全てのウィザードのパワーを利用することができる。「bladesinger」、「witch」、「sha'ir」も、ウィザードの代替クラスとしてリリースされた。
呪文のschoolは第4版では当初存在しなかったが、エッセンシャルズのサプリメントで再導入され、ウィザードが選択した2つのschoolの呪文を唱える際にアドバンテージを得られるようになった。導入されたschoolは、Enchantment、Evocation、Illusion、Necromancy、Nethermancy（旧版のIllusion schoolのShadow subschoolに相当）である。他の古典的なschool呪文は、utility呪文（トゥルー・シーイングが使用可能だが、特にDivination呪文という名前はない）や、spell descriptors（ConjurationやSummoningなど）の形で存在する。ただし、第4版ではVancian spellcasting systemを採用していないため、schoolを習得したり熟練したりすることによる恩恵は全く異なるものとなっている。

### Dungeons & Dragons第5版
「ウィザード」は、第5版『プレイヤーズ・ハンドブック』のコア・クラスの一つである。プレイヤーは2レベルのウィザードを、防御術（Abjuration）、召喚術（Conjuration）、占術（Divination）、心術（Enchantment）、力術（Evocation）、幻術（Illusion）、死霊術（Necromancy）、変成術（Transmutation）の8つの「秘術の学派（Arcane Tradition）」から、1つを選ばなければならない。
第5版の発売以来、いくつかのソースブックは秘術の学派の選択肢を増やしてきた。『ソード・コースト・冒険者ガイド（Sword Coast Adventurer's Guide）』（2015）は、もともとエルフとハーフエルフ専用だった「ブレードシンガー（Bladesing）」を追加した。『ザナサーの百科全書（Xanathar's Guide to Everything）』（2017）では、「戦闘魔術（War Magic）」が追加された。このサブクラスは呪文を強化し、ウィザードの防御力を高めて戦闘に備えることに重点を置いている。『Explorer's Guide to Wildemount』（2020）には、15の新しいDunamancy呪文と2つの学派が追加された。「Chronurgy」と「Graviturgy」である。『ターシャの万物釜（Tasha's Cauldron of Everything）』 (2020)は、ブレードシンガーの更新版と新たな学派を1つ追加した。「筆記術の結社」である。このヴァージョンのブレードシンガーは、フォーゴトン・レルム特有の種族制限を取り除き、いくつかの呪文を改訂したものである。これらの変更について、リード・ルール・デザイナーのジェレミィ・クロフォードはこう語っている。「ブレードシンガーを導入するのなら、元々そのサブクラスに付随するようデザインされていた初級呪文を取り入れるべきと考えた。それが、これらの初級呪文が本書に登場する主な理由だ。そして、それらを取り入れる過程で、我々はそれらの呪文にいくつかの調整を加えることにした。」

## 呪文の準備と発動
ウィザードは、習得した魔法の知識（知力によって補強される）と経験を用いて呪文を唱える。特に、新しい呪文のほとんどを、魔法の書物を探し出して呪文書に書き写すことによって学ぶ。この方法は、（ソーサラーとは異なり）一度見つけてしまえば、許容される呪文をいくつでも使いこなすことができ、広範で多彩な力の武器庫を持つことができる。多くのウィザードは、自らを呪文の使い手としてだけでなく、哲学者、発明家、科学者としても見ており、未知の自然法則の研究をしている。第3版でD&Dにスキルが導入されると、ウィザードの最も得意とするスキルは魔法、あるいは歴史、自然、地理といった学問的、応用的知識のいずれかに関わるものとなった。
| メカニック                   | 説明 |
| ---------------------------- | --- |
| 記憶 / 準備                  | ウィザードは、呪文書に呪文を準備するためには、快適で静かな場所が必要である。呪文は読むか話すかして、発動の時まで記憶する。これは、ウィザードが秘術呪文を唱える最も簡単で効率的な方法である。なぜなら、ウィザードは呪文を唱える必要が生じた時に、その呪文の発動要素を実行するだけでよいからである。呪文の使用には時間的な制限があり、これがウィザードが1日に様々な呪文を一定数しか使えない理由かもしれない。ウィザードの弱点は、準備していない呪文を使えないことで、予期せぬ事態に巻き込まれると非常に弱い。これを最小限に抑えるため、ウィザードはしばしば問題解決能力を発達させ、どの呪文が最も役に立つかを予測する能力を養う傾向にある。 |
| 発動                         | ある呪文を使う必要が生じると、ウィザードはその呪文を得るため、思考を意識の奥に潜らせる。望む呪文を見つけると、ウィザードは発動手順を完了させる。これは、ウィザードが呪文を使う際の一般的な光景である。奇妙な言葉をいくつか発し、謎の素材を使用し、そして何らかの奇妙な身振りをする。実際、一連の手順全てが正確でなければならない。そうでなければ、呪文を誤って発動したり、別の呪文が発動したり、あるいは何も起きなかったりする。 |
| 休憩                         | ウィザードは、呪文を使う前に休憩が必要である。これは睡眠であったり瞑想であるかもしれない。小休憩でも大休憩でも、ウィザードは呪文のスロットを回復することができるが、後の版では「常にいくつかの初級呪文を使うことができるため、ウィザードがクロスボウを手に取るようなことは決して無い。」とある。 |
| 準備不要と1日毎、儀式(第4版) | 第4版では、ウィザードは最も強力な攻撃呪文（1日に1度しか使用できない）、およびutility呪文のみを準備する必要があった。通常、ウィザードは1日毎（daily）のパワー・スロットと、utility・パワー・スロットにそれぞれ2つの呪文を選択することができたが、「Expanded Spellbook」と「Remembered Wizardry」の特技により、この数を3つか4つに増加できた。ただし、ウィザード専用特技（「paragon paths」、「epic destinies」から得られるものを含む）非ウィザード呪文は、このように入れ替えることができなかった。強力でない呪文は、事前に準備したり選択したりすることなく、遭遇ごとに、あるいは無制限に使用することができた。さらに、ウィザードはほとんどの非戦闘魔法（鍵開け、特殊な治療、移動など）を、特別な準備は必要ないものの、何分もの作業を要する儀式によって行えた。儀式はウィザード専用ではなかったが、クラス特性で儀式が使用できる『PHB』の2つのクラスのうちの1つで、8つのクラスの中で、レベルアップ時に無料で儀式を獲得できる唯一のクラスだった。 |

## 呪文の系統
ウィザードは8つの呪文系統の内1つ以上に特化することができ、1レベル目に専門を選択する。専門化はAD&D第2版で導入された。3.5版では、専門化ウィザードは選択した系統から、呪文レベル毎に1日に1つ追加の呪文を準備することができる。ただし、より集中して研究する代償に、占術以外の2つの系統の使用を放棄することになる。「Master Specialist」は、1つの系統でより大きな力を発揮することができるが、選択できる呪文の幅はさらに狭まる。
8つの系統は以下の通りである
- 防御術: 防御、遮断、放逐の呪文。専門家は「防御術士（abjurers）」と呼ばれる。
- 召喚術: クリーチャーや物体を呼び出す呪文。専門家は「召喚術士（conjurers）」と呼ばれる。
- 占術: 情報を明らかにする呪文。専門家は「占術士（diviners）」と呼ばれる。
- 心術: 対象に特殊な効果やさらなる力を与える呪文。専門家は「心術士（enchanters）」と呼ばれる。
- 力術: エネルギーを操ったり、無から有を生み出したりする呪文。専門家は「力術士（evokers）」と呼ばれる。
- 幻術: 知覚の操作や、幻像を生み出す呪文。専門家は「幻術士（illusionists）」と呼ばれる。
- 死霊術: 生命や生命力を操る呪文。専門家は「死霊術士（necromancers）」と呼ばれる。
- 変成術: 対象を変化させる呪文。専門家は「変成術士（transmuters）」と呼ばれる。

一部の呪文はこれらの系統に分類されず、「Universal spells」と呼ばれる。これらの呪文はすべてのウィザードが使用可能であり、この 「系統」を専門として選択したり、他の専門系統のために放棄したりすることはできない。

## キャンペーン・セッティング

### ダーク・サン
ダーク・サンのウィザードは、生態系を犠牲にして力を発揮する「defilers」、環境と協調して呪文を行使する「preservers」、そしてdefilersにもpreserversにもなりうる、幻影効果の専門家である「illusionists」がいる。天然資源が乏しいため、紙のページとハードカバーの書物を手にするウィザードはほとんどいない。その代わりに、彼らは紐の模様や複雑な結び目で呪文を記録する。

### ドラゴンランス
ウィザードの専門化は、AD&Dの『Dragonlance Adventures』（1987）で導入され、クリンのウィザードは「善（白）、中立（赤）、悪（黒）の3種に分けられた。これらの異なるクラスでは、使用できる呪文の領域が若干異なっていた。これは、後にAD&D第2版で導入された呪文専門化の先駆けだった。このサプリメントでは、クリンのウィザードが月の満ち欠けの影響を受けるという概念も導入された。

### エクサンドリア
エクサンドリアでは、ウィザードはエントロピー、重力、時間の操作を伴う「dunamancy」にアクセスできる。「dunamancers」は、別の時間軸や目に見えない現実から力を引き出し、時間の流れに微妙な影響を与え、重力を強めたり弱めたりさえできる。「dunamancy」は呪文の源として機能するが、呪文自体は既存の呪文系統が適用される。dunamancyは、元々マシュー・マーサーによってD&Dのウェブシリーズである『Critical Role』のために創作され、その後第5版ソースブック『Explorer's Guide to Wildemount』（2020）で正典に追加された。この本では、ウィザード用dunamancersサブクラス「Chronurgy」と「Graviturgy」、dunamancyをテーマにした呪文が追加された。

## 評価
第3.5版の書籍『Dungeons & Dragons For Dummies』では、最初に使う秘術呪文の使い手として、ウィザードよりもソーサラーを推奨している。「ソーサラーは、呪術を科学というより芸術として、入念な訓練や研究よりも直感に頼るのに対し、ウィザードは研究一辺倒である。このため、ウィザードはより幅広い呪文の選択肢を持つのに対し、ソーサラーは専門化となりがちである。そのため、ソーサラーの方が多少プレイしやすいと言える。」しかし『Dungeons and Dragons 4th Edition For Dummies』では、ウィザードが最初の秘術呪文の使い手の例となっている。「呪文を使うのは難しいところもあるが、どのパーティにも呪文の使い手は必要であり、その役割を演じる見返りは大きい。神秘的で強力な呪文を使いこなすキャラクターをプレイしたいなら、ウィザードが最適である。」
Gus WezerekはFiveThirtyEightで、2017年8月15日から9月15日までに、プレイヤーがD&D Beyondで作成した「第5版のキャラクター10万人あたりのクラスと種族の組み合わせ」の内、ウィザードは合計9,855で3番目に多く作成されたと報告した。種族の組み合わせではエルフ（2,744）が最も多く、次いでヒューマン（2,568）、ノーム（1,360）の順であった。
Screen Rantは、ウィザードを第5版の12コア・クラスの中で、最も強力なクラスと評価した。「全てのクラスの中で柔らかいクラスが1位を獲得した。[中略]ウィザードはそよ風が吹いても倒れるかもしれないが、彼らが持つ呪文の数による反撃能力は、それを補って余りある。[中略]ウィザードをプレイするのは、最初は少し複雑かもしれないが、非常に多くの呪文を覚える彼らの能力には、それだけの価値がある。ウィザードをプレイしたい者に最も重要な事の1つは、適切な呪文を準備することだということを覚えておくべきだ。おそらく、このクラスでの戦いの半分がそこにかかっている。」
The Gamerは、『ザナサーの百科全書』に登場する32の新キャラクター・オプションの中で、第5版のウィザードのサブクラス「戦闘魔術」を、「13の素晴らしいサブクラス」の1つとして紹介している。
Comic Book Resourcesでジェイムズ・ハンナは、『ソード・コースト冒険者ガイド（Sword Coast Adventurer's Guide）』（2015）の第5版ブレードシンガーは、パラディンやエルドリッチ・ナイトのような他の近接呪文使いと比べて、アクション効率が低いと指摘した。その理由として「2回の攻撃か、やや高いダメージのための初級呪文を選択しなければならなかった」からとしている。しかし、『ターシャの万物釜』（2020）の改訂版では、追加攻撃機能によって1回の攻撃で初級呪文を唱えられるようになったため、このサブクラスはより"柔軟な行動効率"を持つようになった。ハンナは次のように語っている。「ウィザードである彼らは、エルドリッチ・ナイトよりも呪文をコントロールできるべきで、今それが実現している。このルールにより、ブレードシンガーはグリーンフレイム・ブレードかブーミング・ブレードの使用後、追加攻撃も行える。あるいは、2回目の攻撃で有利を得るためにトゥルー・ストライクを使うなど、まだまだ多くのことができる。」 
ComicBook.comでクリスチャン・ホッファーは、元々ブレードシンガーと共にあった初級呪文への変更が、特技の「呪文狙撃手」、呪文の「シャドウ・ブレード」、ソーサラーの「呪文射程延長」や「呪文二重化」等と連携できなくなったことで、初級呪文の「ブーミング・ブレード」を複数の点で弱体化させている、と指摘している。